# 카렐 코시크

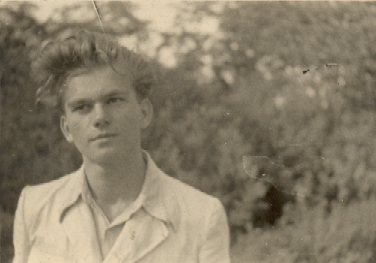

카렐 코시크(Karel Kosík, 1926년 6월 26일 ~ 2003년 2월 21일)는 체코의 마르스크주의 철학자이다.

## 생애
체코슬로바키아의 프라하에서 태어났다. 1943년 9월 비합법 반나치 공산주의 저항 그룹인 ‘선봉’에 가담했고 비합법 잡지 ≪청소년의 투쟁≫의 편집장을 맡았다. 1944년 11월 게슈타포에 체포되어 대역죄로 고발당했고, 다음 해 1월부터 5월까지 집단 수용소에 감금되었다.
1945∼1947년 프라하의 카를 대학(Charles University)에서 철학과 사회학을 공부했고, 1947∼1949년에는 소련의 레닌그라드 대학과 로모노소프 대학에서 수강했다. 1950년에 카를 대학 철학과를 졸업했다.
1963년 그의 대표작 ≪구체성의 변증법−인간과 세계의 문제에 대한 연구≫를 출간했다. 이 책은 마르크스의 범주들을 휴머니즘적 현상학의 관점에서 재구성한 것이다. 이 책으로 휴머니즘적 마르크스주의의 지도적 철학자로서 국제적 명성을 얻었다. 1968년 카를 대학 철학과 교수가 되었다.
1948년에 공산 정권이 들어선 체코슬로바키아는 1968년 1월 공산당 제1서기인 둡체크의 주도로 자유화 운동인 일명 ‘프라하의 봄’을 시도했지만, 그해 8월 소련을 비롯한 바르샤바조약기구 군대의 침공으로 좌절되었다. 코시크는 ‘프라하의 봄’ 동안 민주주의적 사회주의의 지도적 대변자가 되었다. 이러한 정치적 참여 탓에 그는 민주화 기간이 끝난 후 1970년에 대학에서 해고되었다. 이후 1990년까지 직업을 구하지 못하고 경찰의 끊임없는 감시를 받았다. 원고와 노트, 서적 등을 압수당했고 그의 모든 저술은 금서가 되었다.
1989년에는 벨벳 혁명으로 불리는 무혈 시민 혁명이 일어나 공산 정권이 붕괴되고 자유선거가 실시되었다. 이에 따라 코시크는 다시 카를 대학에 복귀했다(1990∼1992). 이후 그는 유럽의 각국에서 초청 강연을 하는 등 뛰어난 좌파 사회비평가로 활동하다가 2003년 프라하에서 세상을 떠났다.
주요 저술로는 대표작인 ≪구체성의 변증법≫(1963) 외에 ≪체코의 급진 민주주의≫(1958), ≪도덕과 사회≫(1968), ≪현재 우리의 위기≫(1969), ≪청소년과 죽음≫(1995), ≪구시대적 사고≫(1997) 등이 있다.